# Уряд Петера Пеллегріні
Уряд Петера Пеллегріні — десятий, поточний уряд Словаччини. Призначений 22 березня 2018 року президентом Андреєм Кіска. Прем'єр-міністр Петер Пеллегріні з найсильнішої парламентської партії Курс — соціальна демократія (SMER-SD), яка перемогла на парламентських виборах 2016 року. Уряд складається з 15 членів (6 зі SMER-SD, 3 позапартійних від SMER-SD, 1 від SNS, 2 позапартійних від SNS, 3 з MOST-HÍD).

## Формування
Після відставки третього уряду Роберта Фіца внаслідок політичної кризи після вбивства журналіста Яна Кучака 15 березня 2018 року Президент Андрей Кіска того ж дня призначає нового прем'єр-міністра Петера Пеллегріні.
Пеллегріні почав формувати свій кабінет 16 березня. Перше подання складу уряду сталося 19 березня; але Президент відхилив його із вимогою кадрових змін.  21 березня Кіска отримав нове подання (головним чином на міністра внутрішніх справ), і наступного дня призначив новий уряд.
Уряд Пелегріні отримав довіру 26 березня 2018 року, коли на його підтримку проголосували 81 зі 144 депутатів: члени SMER-SD, SNS, MOST-HÍD і три незалежні депутати.

## Склад уряду
| Портфель                                                        | Міністр                              | Міністр | Партія | Партія                     | на посаді       | до             |
| --------------------------------------------------------------- | ------------------------------------ | ------- | ------ | -------------------------- | --------------- | -------------- |
| Прем'єр-міністр Словацької Республіки                           | Петер Пеллегріні                     |         |        | SMER-SD                    | 22 березня 2018 |                |
| Віце-прем'єр-міністр з питань інвестицій та інформатики         | Ріхард Раші Richard Raši             |         |        | SMER-SD                    | 22 березня 2018 |                |
| Віце-прем'єр-міністр Міністр фінансів                           | Петер Кажімір Peter Kažimír          |         |        | SMER-SD                    | 22 березня 2018 |                |
| Віце-прем'єр-міністр Міністр сільського господарства і розвитку | Габріела Матечна Gabriela Matečná    |         |        | SNS                        | 22 березня 2018 |                |
| Віце-прем'єр-міністр Міністр охорони навколишнього середовища   | Ласло Шоймош                         |         |        | MOST-HID                   | 22 березня 2018 |                |
| Міністр закордонних і європейських справ                        | Мирослав Лайчак Miroslav Lajčák      |         |        | незалежний (ном. SMER-SD ) | 22 березня 2018 |                |
| Міністр внутрішніх справ                                        | Томаш Друкер Tomáš Drucker           |         |        | незалежний (ном. SMER-SD ) | 22 березня 2018 | 17 квітня 2018 |
| Міністр внутрішніх справ                                        | Петер Пеллегріні (pověřen řízením)   |         |        | SMER-SD                    | 17 квітня 2018  | 26 квітня 2018 |
| Міністр внутрішніх справ                                        | Деніса Сакова Denisa Saková          |         |        | SMER-SD                    | 26 квітня 2018  |                |
| Міністр юстиції                                                 | Ґабор Ґал Gábor Gál                  |         |        | MOST-HID                   | 22 березня 2018 |                |
| Міністр оборони                                                 | Петер Гайдош Peter Gajdoš            |         |        | SNS                        | 22 березня 2018 |                |
| Міністр економіки                                               | Петер Жіга Peter Žiga                |         |        | SMER-SD                    | 22 березня 2018 |                |
| Міністр праці, соціальних справ і сім'ї                         | Ян Ріхтер Ján Richter                |         |        | SMER-SD                    | 22 березня 2018 |                |
| Міністр охорони здоров'я                                        | Андреа Калавська                     |         |        | незалежний (ном. SMER-SD ) | 22 березня 2018 |                |
| Міністр освіти, науки, досліджень і спорту                      | Мартіна Лубйова Martina Lubyová      |         |        | незалежний (ном. SND)      | 22 березня 2018 |                |
| Міністр культури                                                | Ľubica Laššáková[d] Ľubica Laššáková |         |        | SMER-SD                    | 22 березня 2018 |                |
| Міністр транспорту, будівництва і регіонального розвитку        | Арпад Ерсек Árpád Érsek              |         |        | MOST-HID                   | 22 березня 2018 |                |